# Chambeyronia macrocarpa

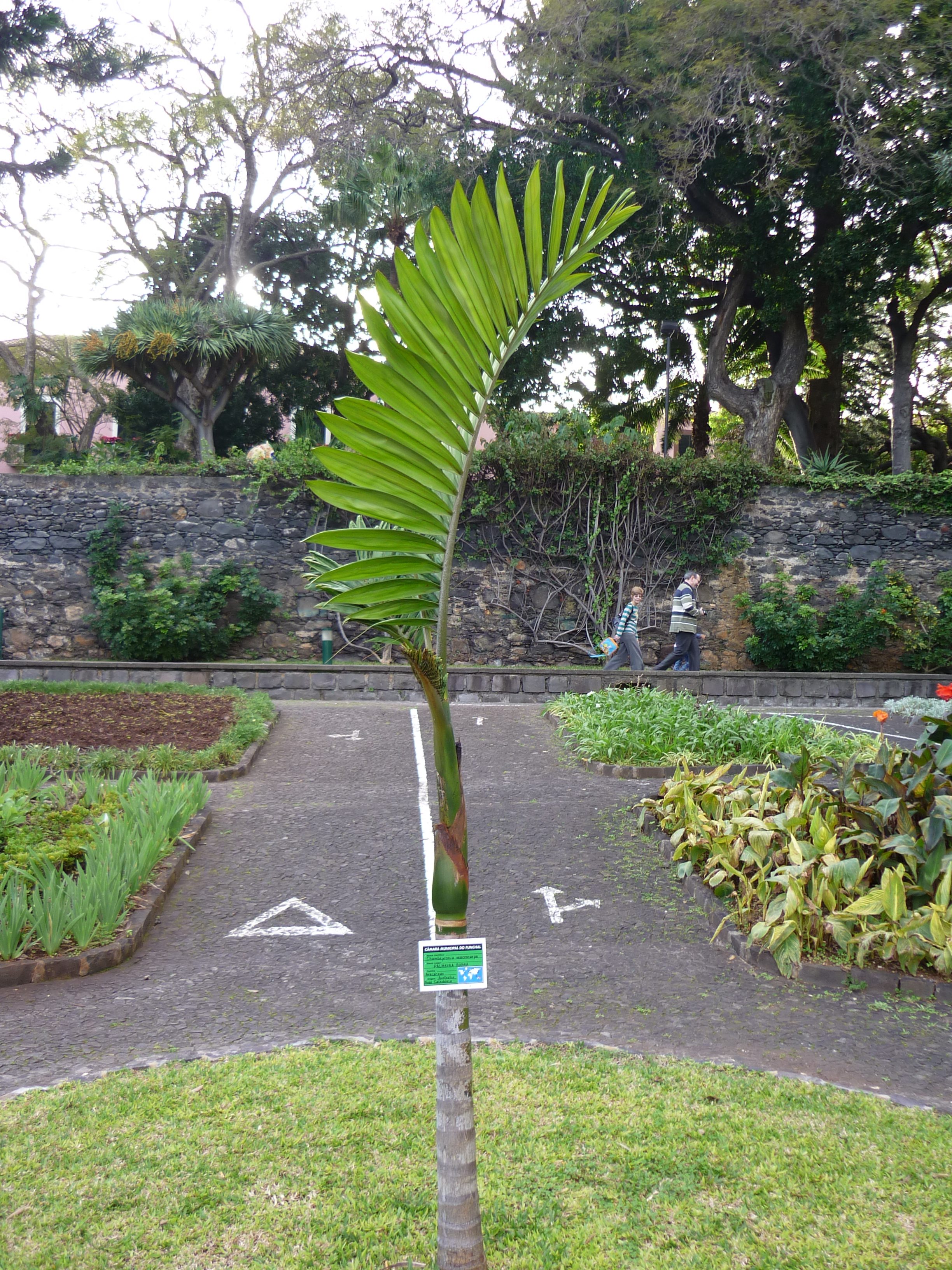
Fiatal példány (Funchal, Szent Katalin park)

A Chambeyronia macrocarpa az egyszikűek (Liliopsida) közé tartozó pálmafélék (Arecaceae) családjában az Arecoideae alcsaládba sorolt Chambeyronia nemzetség egyik faja. Egyesek szerint a Ch. macrocarpa és a Ch. hookeri két külön faj, mások szerint különbségeik fajon belüliek.

## Származása, elterjedése
Új-Kaledónia alacsonyan fekvő esőerdőiből származik, de sokfelé ültetik a világ trópusi, illetve szubtrópusi tájain.

## Megjelenése, felépítése
Húsz méteresre is megnövő, el nem ágazó törzsű fa. Mintegy húsz–huszonöt centiméter vastag, fás törzse alul barna, gyűrűs, az üstök közelében fényes sötétzöld. 3–4 méteresre növő levelei szárnyasan összetettek; a toll alakú levélkék szélesek, vastagok, a felületük fényes. Az új levél kezdetben élénkvörös, és csak mintegy tíz nap múlva zöldül ki.
Virágai rózsa- vagy krémszínűek, érett gyümölcsei karmazsinvörösek.

## Életmódja
Az őserdei fajok többségéhez hasonlóan a fiatal példányok rosszul tűrik a tűző napot. A laza, jó vízvezető talajt kedveli. Vízigényes; eredeti termőhelyén kívül többnyire öntözni kell.
Lassan növekszik; egy évben csak négy-öt levelet hoz.

## Felhasználása
Dísznövénynek ültetik.

## Alfajok, változatok
- Több szerző alfajának (Chambeyronia macrocarpa var. hookeri) tartja a Chambeyronia hookerit.
- A Chambeyronia macrocarpa f. 'Watermelon' törzse jellegzetesen sárga cirmos.